# Antipapa Constantino II
Constantino II foi um antipapa entre 767 e 768, por oposição ao Papa legítimo Estêvão IV. Morreu no mosteiro de San Saba, às mãos dos Lombardos que então perturbavam a Itália.